# Bulbophyllum rubromaculatum
Bulbophyllum rubromaculatum là một loài phong lan thuộc chi Bulbophyllum.